# Yadhira Carrillo
Yadhira Carillo Villalobos  (Aguascalientes, Mexikó, 1972. május 12. –) mexikói színésznő, műsorvezető, üzletasszony és egykori szépségkirálynő.

## Élete és pályafutása
1972. május 12-én született  Aguascalientesben, Mexikóban.
1994-ben kezdte karrierjét. Szépségversenyt is nyert (Aguascalientes szépe volt). Első telenovellája: Te sigo amando (1996-ban). Első főszerepét 2002-ben kapta a La otra című telenovellában Juan Soler oldalán. 2004-ben a Rubí, az elbűvölő szörnyeteg című telenovellában Elena Navarro szerepét játszotta.

## Filmográfia

### Telenovellák
- Palabra de mujer (2007–2008) - Fernanda Ortiz
- Barrera de amor (2005–2006) -  María Teresa "Mayté" Galván
- Rubí, az elbűvölő szörnyeteg (Rubí) (2004) - Elena Navarro (Magyar hang: Major Melinda)
- Amarte es mi pecado (2004) - Leonora "Nora" Guzman Madrigal de Horta de Palacios-Garcia
- La otra (2002) - Carlota Guillen Sainz / Cordelia Portugal de Ibañez
- El secreto (2001) -  Lydia
- Navidad sin fin (2001)  -  Toñita
- Villa Acapulco (La casa en la playa) (2000) - Georgina Salas (Magyar hang: Kiss Virág)
- El precio de tu amor (2000) - Sandra Rangel
- El niño que vino del mar (1999) - Magdalena de la Soledad / Sol / Lena
- Paula és Paulina – A befejező film (Más allá de la usurpadora) (1999) -  Raquel Andrea García (Magyar hang: Kerekes Andrea)
- Titkok és szerelmek (El privilegio de amar) (1998) - María José (Magyar hang: Kéri Kitty)
- Te sigo amando (1997) - Teresa
- María Isabel (1997) - Josefina

### Műsorok
- Hoy (2014) - Műsorvezető
- Sabadazo (2012) - Önmaga

## Díjak és jelölések
TVyNovelas-díj
| Év   | Kategória                  | Telenovella          | Eredmény |
| ---- | -------------------------- | -------------------- | -------- |
| 1997 | Legjobb női mellékszereplő | Te sigo amando       | Jelölés  |
| 2001 | Legjobb női főgonosz       | El precio de tu amor | Jelölés  |
| 2001 | Legjobb női mellékszereplő | El precio de tu amor | Jelölés  |
| 2003 | Legjobb női főszereplő     | La otra              | Nyertes  |
| 2004 | Legjobb női főszereplő     | Amarte es mi pecado  | Jelölés  |

El Heraldo de México-díj
| Év   | Kategória               | Telenovella          | Eredmény |
| ---- | ----------------------- | -------------------- | -------- |
| 2001 | Legjobb női felfedezett | El precio de tu amor | Nyertes  |